# Draco mindanensis
Draco mindanensis is een hagedis uit de familie van de agamen (Agamidae).

## Naam en indeling
De wetenschappelijke naam van de soort werd voor het eerst voorgesteld door Leonhard Hess Stejneger in 1908. Later werd de naam Draco fimbriatus mindanensis gebruikt. Dit vliegende draakje komt alleen voor in het zuiden en zuidoosten van de Filipijnen.

## Uiterlijke kenmerken
Draco mindanensis is een van de grootste soorten vliegende draakjes. Volwassen dieren bereiken een kop-romplengte van maximaal 10,5 centimeter exclusief de staart. De soort is daarmee enkele centimeters groter dan andere in de Filipijnen levende soorten vliegende draakjes. Draco mindanensis is onopvallend grijsbruin van kleur.

## Levenswijze
Draco mindanensis is diurnale boombewoner, die overdag op boomtakken op zoek gaat naar voedsel. In tegenstelling tot het gewoon vliegend draakje (Draco volans), het meeste bekende lid van de vliegende draakjes, heeft Draco mindanensis een veel gevarieerder dieet. De hagedis eet niet vrijwel uitsluitend mieren, maar staan er ook andere insecten op het menu. 

## Verspreiding en habitat

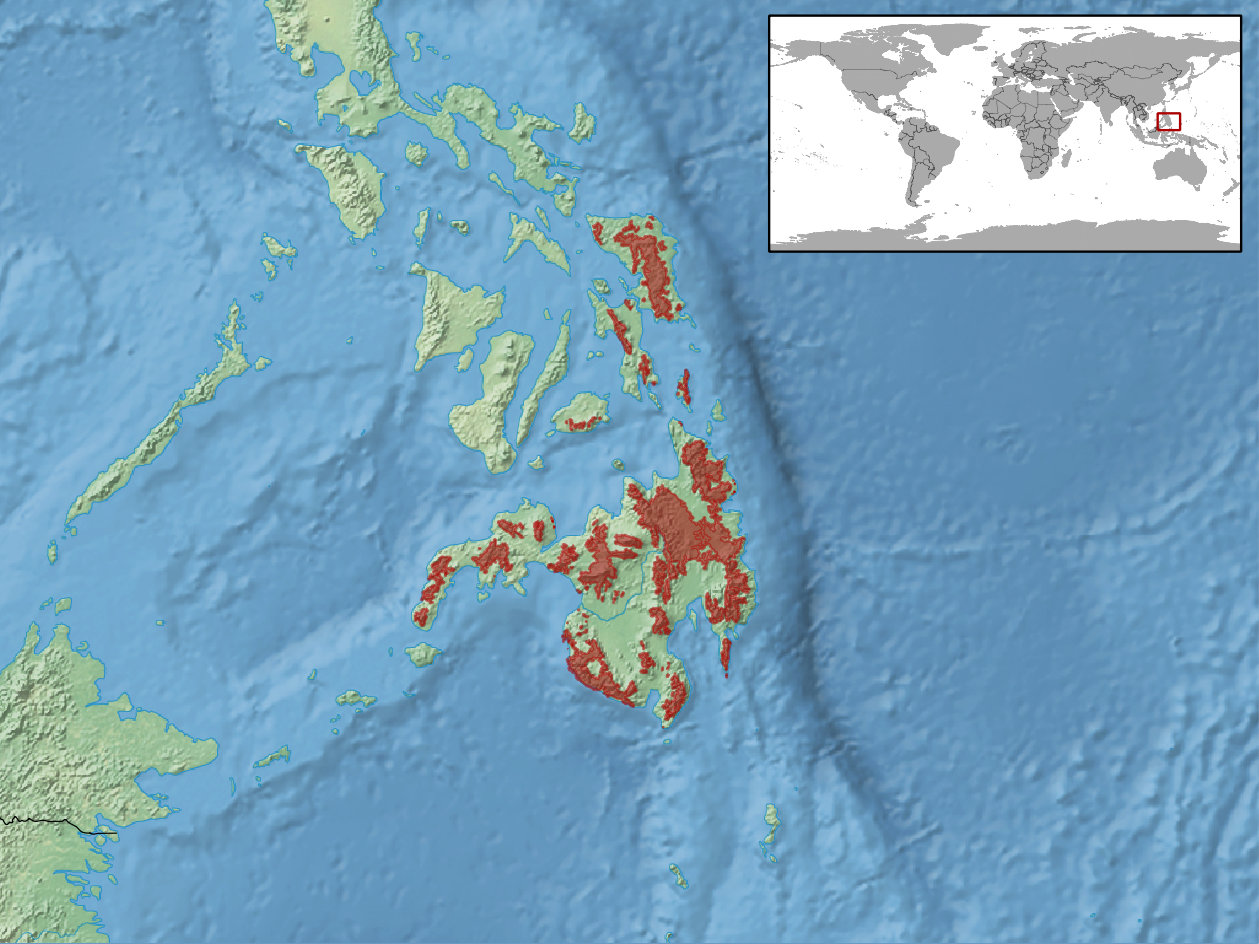
Verspreidingsgebied binnen de Filipijnen in het rood.

Dit vliegende draakje komt voor in delen van zuidelijk Azië en leeft alleen voor in het zuiden en zuidoosten van de Filipijnen op eilanden Mindanao, Dinagat, Leyte en Samar.
De habitat bestaat uit gebieden met grote dipterocarp-bomen in vochtige tropische en subtropische bossen. Draco mindanensis is aangetroffen op een hoogte van ongeveer 200 tot 900 meter boven zeeniveau. 

## Beschermingsstatus
Door de internationale natuurbeschermingsorganisatie IUCN is de beschermingsstatus 'gevoelig' toegewezen.